# Pacific Western Transportation
Pacific Western Transportation  — транспортная компания, предоставляющая услуги автобусных перевозок в канадских провинциях Британская Колумбия, Альберта, Саскачеван, Онтарио, Новая Шотландия и Юкон. Перевозчик обеспечивает школьные перевозки, услуги муниципального транспорта, пассажирские перевозки в аэропорту, а также чартерные автобусы пригородного и междугороднего сообщения. С 2022 года является дочерней компанией Student Transportation of America.

## Подразделения
Группа компаний Pacific Western Transportation разделена на четыре подразделения:
1) Подразделение PWT Motor Coach предоставляет междугородние регулярные, а также коммерческие чартерные перевозки по Альберте, специальные медицинские услуги в Британской Колумбии, а также услуги пассажирских и чартерных перевозок в аэропорту в Онтарио.
2) Подразделение PWT Employee обслуживает Форт Мак-Мюррей и нефтяные месторождения Атабаски в северной Альберте .
3) Подразделение PWT Student Transportation работает в Британской Колумбии, Альберте, Саскачеване, Юконе, Новой Шотландии и Онтарио.
4) Подразделение PWT Transit работает в Британской Колумбии, Альберте и Онтарио.

## Фирменные автобусные линии

### Red Arrow
Red Arrow обеспечивает междугородние автобусные перевозки между Фортом-Мак-Мюррей, Эдмонтоном, Ред-Дир, Калгари, Летбридж и аэропортом Калгари. Подвижной состав Red Arrow состоит из автобусов Prevost H3-45, оборудованных подъёмником для инвалидных колясок, ремнями безопасности, Wi-Fi и буфетом.

### Ebus
Услуга Ebus была запущена 11 октября 2011 г. и обслуживается автобусами Prevost H3-45 и Prevost X3-45. Эта дочерняя компания Red Arrow курсирует между Эдмонтоном, Ред-Диром, Форт-Мак-Мюрреем и Калгари (Альберта), а также Камлупсом, Келоуной и Ванкувером (Британская Колумбия). Обслуживание рейсов между Эдмонтоном и Камлупсом осуществляется в рамках партнерства с Thompson Valley Charters.

### BC Bus North
BC Bus North — междугородний автобус в северной части Британской Колумбии.

### On-It Regional Transit
On-It Regional Transit — это пригородное автобусное сообщение из Кокрейн и Окотокс в Калгари, а также сезонное сообщение с Банфом и Канмором.

### Northern Health Connections
Northern Health Connections объединяет отдаленные общины в Британской Колумбии с медицинскими учреждениями.

## Вахтовые автобусные линии

### Diversified Transportation
Diversified Transportation  — автобусная транспортная компания, базирующаяся в Форт-Мак-Мюррее, предоставляет услуги вахтовых перевозок для местных промышленных организаций и месторождений, а также организуют местные системы городского транспорта.

## Школьные автобусные линии

### Southland Transportation
Southland Transportation — автобусная компания из Калгари, которая предоставляет школьные автобусы местным школьным советам.

### Prairie Bus Lines
Компания Prairie Bus Lines базируется в Ред-Дире и предоставляет в основном услуги школьных перевозок, а также перевозок для промышленных предприятий.

### Standard Bus
Standard Bus - базируется в Британской Колумбии.

## Услуги общественного транспорта

### Альберта
- Сент-Альберт Транзит - система общественного транспорта в городе Сент-Альберт, Альберта, Канада;Автобус Форт-Саскачевана
- Ледюк Транзит - система общественного транспорта в городе Ледюк, Альберта, Канада;
- Форт Саск Транзит - система общественного транспорта в городе Форт-Саскачеван, Альберта, Канада;
- Эйрдри Транзит - система общественного транспорта в городе Эйрдри, Альберта, Канада.

### Британская Колумбия
- Транспортная система принца Джорджа
- Транспортная система Уистлера

## Закрытые направления

### PW Airport Express
PW Airport Express был создан после закрытия компании Grey Coach, которая обладала правами на управление маршрутом в международный аэропорт Торонто Пирсон. Маршрут соединял центр Торонто с аэропортом Пирсон.
Рейсы PW Airport Express были закрыты 31 октября 2014 года из-за сокращения количества пассажиров и ожидаемого открытия железнодорожного сообщения Union Pearson Express.

### Highway 3 Connector
Highway 3 Connector - закрытый пригородный маршрут из Летбриджа в Медисин-Хэт